# 금강 (신라)
금강(比金剛, 미상~660년) 혹은 김강(金剛)은 신라 중기의 문신이다. 태종무열왕 시기에 이찬과 상대등을 역임하였다.

## 생애
태종무열왕 즉위 2년, 이찬에서 상대등으로 승진하였으며 그의 후임이 김유신이다. 태종무열왕 치세 초기, 조정의 영수로 관료들을 관장하고 있었으며 그 자신은 이찬, 상대등 등 최고위 관직을 역임했던 진골 귀족이다. 삼국사기에서의 서술은 소략하나 화랑세기에선 8대 풍월주이자 신라의 무신인 문노의 삼남으로 기술되어 있다. 생년에 대해선 기술이 없으며 무열왕 7년에 졸했다.

## 가계
- 증조부 : 호조(好助)
- 증조모 : 미상
  - 조부 : 비조부(比助夫)
  - 조모 : 문화공주 김씨(文華公主 金氏)
    - 아버지 : 문노(文努, 538~606)
    - 어머니 : 윤궁낭주 김씨(允宮娘主 金氏)
      - 형 : 대강(大剛)
      - 형 : 충강(充剛)
      - 문신 : 금강(金剛)
      - 누이 : 윤강(允剛)
      - 누이 : 현강(玄剛)
      - 누이 : 신강(信剛)

## 금강이 등장한 작품
- 《대왕의 꿈》(KBS 2012년~2013년 배우:김명국)